# Юр'ївка (Синельниківський район)
Ю́р'ївка — село в Україні, у  Межівській селищній громаді Синельниківського району Дніпропетровської області. Населення становить 49 осіб. До 2017 року орган місцевого самоврядування — Новогригорівська сільська рада.

## Географія
Село Юр'ївка розташоване за 147 км від обласного центру та 133 км від районного центру, на правому березі річки Бик, вище за течією на відстані 4,5 км розташоване село Наталівка, нижче за течією на відстані 2,5 км розташоване село Новогригорівка.

## Історія
За даними 1859 року Юр'ївка була панським селом. 15 подвір’їв, 96 мешканців.
14 лютого 2017 року Новогригорівська сільська рада, в ході децентралізації, об'єднана з Межівською селищною громадою.
12 червня 2020 року, відповідно до розпорядження Кабінету Міністрів України № 709-р від «Про визначення адміністративних центрів та затвердження територій територіальних громад Дніпропетровської області», увійшло до складу Межівської селищної громади.
19 липня 2020 року, в результаті адміністративно-територіальної реформи і ліквідації Межівського району, село увійшло до складу новоутвореного Синельниківського району.